# L'Oudon
L'Oudon é uma ex-comuna francesa na região administrativa da Normandia, no departamento de Calvados. Estendeu-se por uma área de ? km², com 0 habitantes, segundo os censos de 1999, com uma densidade 0 hab/km².
Em 1 de janeiro de 2017 foi fundida com as comunas de Saint-Pierre-sur-Dives, Boissey, Bretteville-sur-Dives, Hiéville, Mittois, Montviette, Ouville-la-Bien-Tournée, Sainte-Marguerite-de-Viette, Saint-Georges-en-Auge, Thiéville, Vaudeloges e Vieux-Pont-en-Auge para a criação da nova comuna de Saint-Pierre-en-Auge.